# Lonchaea albigena
Lonchaea albigena är en tvåvingeart som beskrevs av Collin 1953. Lonchaea albigena ingår i släktet Lonchaea och familjen stjärtflugor. Inga underarter finns listade i Catalogue of Life.